# Aimery de Goyon
Pour les articles homonymes, voir Goyon.
Aimery-Marie-Médéric, 2e comte de Goyon, né le 13 mars 1849 à Paris et mort le 5 mai 1918 à Paris, est un diplomate et homme politique français.

## Biographie

### Carrière militaire et diplomatique
Bien que né à Paris, le comte de Goyon était de souche bretonne. Il était le fils du général Charles-Marie-Augustin de Goyon, ancien commandant en chef des troupes françaises à Rome, et le frère du duc de Feltre, qui fut, pendant dix ans, le député des Côtes-du-Nord, département qu'il devait lui-même représenter à la Chambre. Il entra à Saint-Cyr en 1868 et en sortit en 1870 pour faire campagne contre l'Allemagne dans l'armée de Metz, avant de combattre la Commune de 1871 avec les Versaillais .
Après avoir donné sa démission de l'armée active, avec le grade de capitaine de réserve, il remit ses galons et fut réintégré, à sa demande, comme lieutenant dans le cadre des officiers de réserve afin de pouvoir prendre part à la campagne de Tunisie, du 4 novembre 1881 au 14 février 1882.
Il participa par ailleurs à la campagne de Chine, du 29 août 1900 au 18 août 1901.
Il fut nommé chevalier de l'ordre du Cambodge, le 13 janvier 1902.
Après être resté pendant huit ans dans l'armée, il entra pour une brève période dans la diplomatie et fut alors envoyé à Rio de Janeiro. La carrière ne l'attira pas plus, semble-t-il, que le métier des armes puisqu'il donna sa démission après l'échec du « Seize-Mai ». En fait, hormis qu'il ne désirait guère servir un gouvernement trop républicain à son gré, il s'était pris de passion pour les questions politiques et c'est à leur étude qu'il consacra plusieurs années et de nombreux et longs voyages. Il était légitime dès lors que, abandonnant l'observation pour la pratique, il songe à briguer un mandat de député.

### Député des Côtes-du-Nord
Il se présenta aux élections générales des 22 septembre et 6 octobre 1889 dans la circonscription de Guingamp, où il fut élu dès le premier tour. Il n'est pas étonnant que les électeurs de cette région traditionnellement conservatrice et point tout à fait encore ralliée à la République soient séduits par un candidat qui, dans sa profession de foi, dénonçait les erreurs du parlementarisme « qui a mis la France à deux doigts de sa perte » et se prononçait pour la convocation d'une Assemblée constituante chargée de réviser une constitution dont la République avait fini par trop bien s'accommoder. Il précisait en outre que dans le cas où la révision  ne serait pas immédiatement votée, il s'occuperait uniquement des intérêts agricoles et commerciaux de sa région.
Le comte de Goyon ne trouva aucun groupe pour soutenir le projet de révision qu'il préconisait. Dès lors, et fidèle en cela à sa profession de foi, il se préoccupa essentiellement des problèmes des collectivités locales et plus particulièrement de sa circonscription ; c'est l'intérêt qu'il ne cessa de porter à ces problèmes qui l'amena à rapporter quelques textes les concernant.
Il semble bien que, pas plus que la carrière militaire et la carrière diplomatique, la carrière politique n'ait donné au comte de Goyon les satisfactions qu'il en attendait. C'est la raison pour laquelle il décida de ne pas faire acte de candidature aux élections des 20 août et 3 septembre 1893.
Il devait d'ailleurs abandonner toute activité politique pour se consacrer à la gestion de ses biens.
Reçu docteur en médecine, le 19 juillet 1895, il mit sa science au service des indigents, en donnant notamment des consultations gratuites, les lundis et jeudis, au dispensaire de la Société philanthropique, situé 48, rue Stephenson, et dirigé par une congrégation religieuse, et en se rendant au domicile des plus pauvres.
Proposé à la croix de la Légion d'honneur, dès 1871, sans pour autant en avoir été distingué, il fut décoré de la Légion d'honneur, par décret en date du 30 décembre 1898, rendu sur le rapport du Grand Chancelier, en sa qualité d'ancien officier d'infanterie, d'ancien député des Côtes-du-Nord et de docteur en médecine, pour prendre rang du même jour, pour l'ensemble de sa carrière.
Il décéda, le 5 mai 1918, en son domicile situé sur le seizième arrondissement de la commune de Paris, département de la Seine, au 46, rue Hamelin.
Il fut inhumé au cimetière du Montparnasse, dans la tombe familiale.

## Distinctions
- chevalier de l'ordre du Cambodge
- Chevalier de la Légion d'honneur (1898)

## Ascendance et postérité
Aimery, 2e comte de Goyon (décret du 17 juin 1865), est le fils cadet de Charles-Marie-Augustin de Goyon (13 septembre 1803 - Nantes † 17 mai 1870 - Paris), 3e vicomte de Goyon (12 octobre 1852), général de division, sénateur du Second Empire et de Henriette-Oriane (16 novembre 1813 - Paris † 15 juillet 1887 - château de Prunoy, département de l'Yonne), fille du général de division et pair de France Raymond de Montesquiou, 2e duc de Fezensac.
- Il épousa Lucie Marie de Raigecourt-Gournay dont il eut :
  - Jeanne Marguerite Marie Thérèse (9 mars 1882 - Paris † 14 janvier 1980), mariée, le 29 juin 1904 à Paris, avec Joseph de Séguier  (1872-1940), dont postérité ;
  - Louise Marie Elizabeth Henriette Oriane (31 décembre 1887 - Hyères † 26 novembre 1926 - Vernon) ;